# Marianne von der Mark

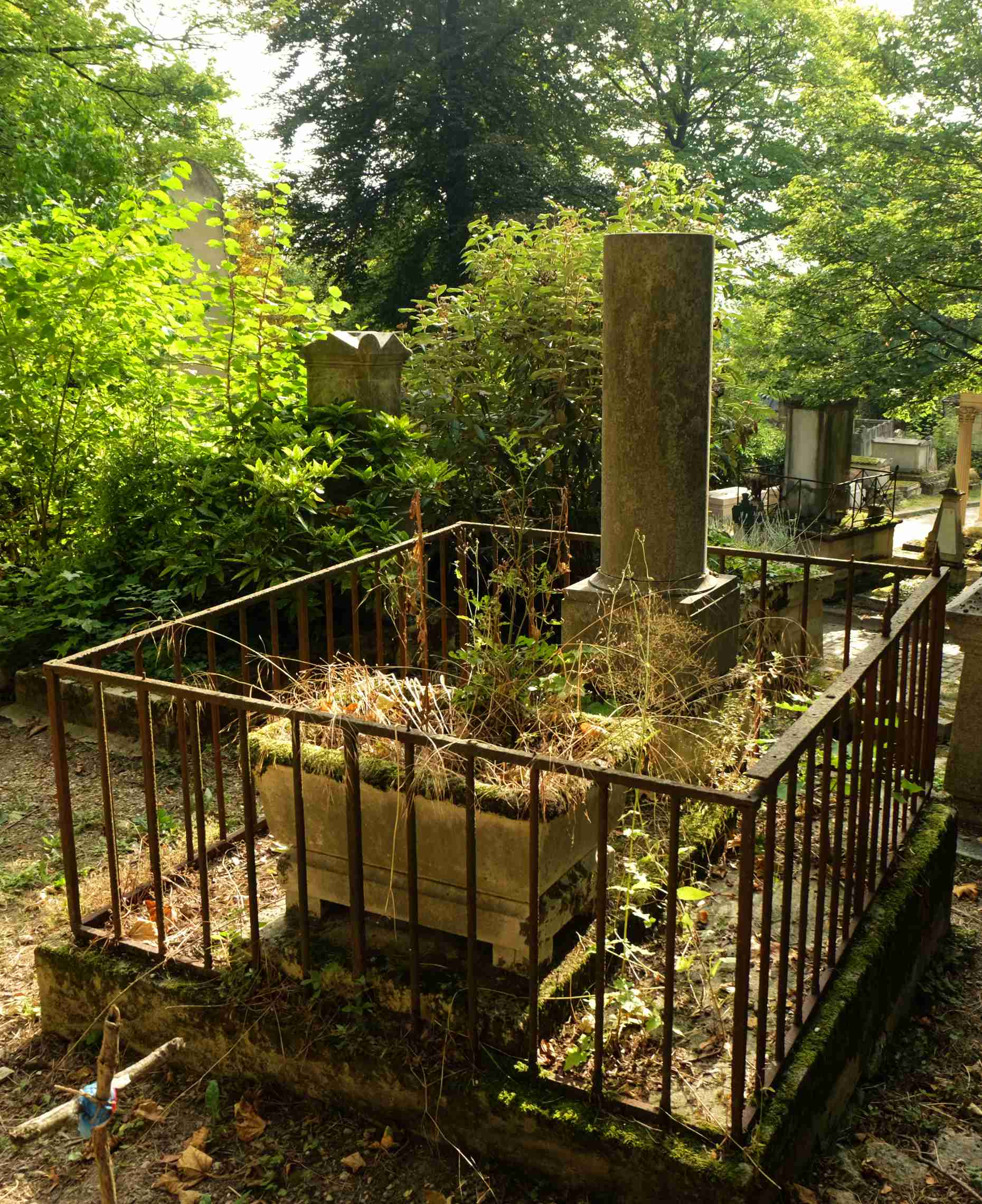
Grabstätte

Gräfin Marianne von der Mark (* 29. Januar 1780 in Potsdam-Babelsberg; † 11. Juni 1814 in Paris; vollständiger Name Marianne Diderica Friederike Wilhelmine von der Mark) war eine illegitime Tochter von  Friedrich Wilhelm II. und Wilhelmine von Lichtenau.
Zwei ältere Schwestern starben im ersten Lebensjahr, ihr Bruder war Graf Alexander von der Mark, der im Kindesalter verstarb.
Sie heiratete zunächst am 17. März 1797 den Erbgrafen Friedrich zu Stolberg-Stolberg (1769–1805), von dem sie sich aber schon 1799 wieder scheiden ließ. Ihre gemeinsame Tochter war die Dichterin Louise zu Stolberg-Stolberg. Am 14. März 1801 heiratete Marianne von der Mark den Freiherrn Kaspar von Miaskowski. Auch von ihm ließ sie sich wieder scheiden, nachdem sie eine Tochter Josephine († 1862) und einen Sohn Adolph († 1838) zur Welt gebracht hatte. 1807 heiratete sie den Chevalier Etienne de Thierry († 1843), mit dem sie weitere Kinder hatte. Die älteste Tochter der beiden, Eugenie, heiratete einen Halbbruder ihrer Mutter. Marianne wurde mit ihrem letzten Ehemann und ihrem Sohn Jules auf dem Friedhof Père-Lachaise begraben.

## Kinder
Mit Friedrich zu Stolberg-Stolberg hatte sie eine Tochter:
- Louise (* 13. Januar 1799; † 15. August 1875) ⚭ 22. Mai 1819 Joseph zu Stolberg-Stolberg (* 21. Juni 1771; † 27. Dezember 1839)

Mit Kaspar von Miaskowski  († nach 1820) hatte sie eine weitere Tochter:
- Josephine († 1862) ⚭ Adolph Wilhelm Hans Graf von Königsmark-Berlitt (* 7. Oktober 1802; † 28. Juli 1875); aus dieser Ehe ging Elisabeth Gräfin von Königsmarck hervor, die den Dichter und Theaterintendanten Gustav Gans Edler zu Putlitz heiratete.

Mit Etienne de Thierry hatte sie drei weitere Kinder:
- Eugénie de Thierry  (* 24. November 1808; † 17. März 1881) ⚭ Gustav Adolf Wilhelm von Ingenheim (1789–1855), Halbbruder ihrer Mutter
- Jules Frédéric Charles Thierry de la Mark (* 20. Oktober 1810; † 3. November 1865)
- Camille (* 2. Januar 1812; †? )